# Символи Шенфліса
Символи Шенфліса — система позначень для сукупності операцій симетрії кристалічних класів.
- Cn — єдина вісь симетрії порядку n.
- Dn — одна вісь симетрії порядку n та n перпендикулярних до неї осей симетрії порядку 2.
- Індекс v позначає вертикальну відносно осі площину симетрії.
- Індекс h позначає горизонтальну відносно осі площину симетрії.
- Індекс d позначає діагональну площину симетрії.
- T — сукупність всіх осей симетрії тетраедра.
- O — сукупність всіх осей симетрії октаедра (куба).